# The Flying Saucer
The Flying Saucer (1950) este un film american alb-negru științifico-fantastic produs de Colonial Productions Inc. și distribut în Statele Unite de Film Classics Inc.. Scenariul este scris de Howard Irving Young după o povestire scrisă de Mikel Conrad, cel care a produs, a regizat și a interpretat în acest film. Alături de Mikel Conrad în film mai interpretează Pat Garrison și Hantz von Teuffen. A fost primul film care se ocupă cu farfurii zburătoare și nu are nicio legătură cu Earth vs. the Flying Saucers.

## Prezentare
CIA îl trimite pe playboyul Mike Trent (Mikel Conrad) în Alaska împreună cu agentul Vee Langley (Pat Garrison), dându-se drept "asistentă", pentru a investiga observațiile unei farfurii zburătoare. La început, instalați într-o cabană de vânătoare, cei doi se joacă în mijlocul pustietății. Dar apoi ei observă o farfurie zburătoare. Investigând cazul, eroii noștri se ciocnesc de o bandă incapabilă de spioni sovietici care vor să afle la rândul lor secretul farfuriei zburătoare.

## Distribuția
- Mikel Conrad - Mike Trent
- Pat Garrison - Vee Langley
- Hantz von Teuffen - Hans
- Roy Engel - Dr. Lawton
- Lester Sharpe - Col. Marikoff
- Denver Pyle - Turner, spion
- Erl Lyon - Alex, spion
- Frank Darrien - Matt Mitchell
- Russell Hicks - Șeful Serviciilor Secrete Hank Thorn
- Virginia Hewitt - Nanette, fata de la bară
- Garry Owen - Barman